# May Mahlangu
May Sphiwe Mahlangu (* 1. Mai 1989 in Secunda, Mpumalanga) ist ein südafrikanischer Fußballspieler. Der offensive Mittelfeldspieler gewann mit Helsingborgs IF den schwedischen Meistertitel und den Landespokal.

## Werdegang
Mahlangu spielte in seiner Jugend in der Fußball-Akademie Stars of Africa in seinem Heimatland. Aufgrund einer im selben Jahr initiierten Kooperation mit dem schwedischen Klub Helsingborgs IF kam er im Sommer 2008 nach Nordeuropa, Trainer Bo Nilsson veranlasste jedoch direkt ein Leihgeschäft mit IFK Hässleholm. Für den im Amateurbereich antretenden Klub debütierte er im August des Jahres in der viertklassigen Division 2. Nach einem Winteraufenthalt in seinem Heimatland avancierte Mahlangu zu Beginn des folgenden Jahres zur Stammkraft, so dass Helsingborgs IF ihn im Juli 2009 zurückholte. Auch in der Allsvenskan spielte er sich in die Startformation und entschied daher im September des Jahres, auf die Teilnahme an der U-20-Weltmeisterschaft 2009 zu verzichten. In der Spielzeit 2010 schwankte er zwischen Startelf und Ersatzbank, letztlich bestritt er 19 Ligaspiele für den Verein. Als Vizemeister hinter Malmö FF zog er mit der Mannschaft ins Endspiel um den Landespokal gegen den Zweitligisten Hammarby IF ein. An der Seite von Erik Sundin, Marcus Lantz, Alexander Gerndt und Erik Edman holte er mit ihr durch ein Tor von Rasmus Jönsson in der 80. Spielminute den Titel.
In der Spielzeit 2011 etablierte sich Mahlangu unter Trainer Conny Karlsson als unumstrittener Stammspieler in der Offensive seines Klubs. Ab dem fünften Spieltag an der Tabellenspitze, trug er auch als Torschütze zum Gewinn des Meistertitels bei, der bereits am viertletzten Spieltag feststand. Nach Saisonende verteidigte er zudem mit der Mannschaft den Pokalerfolg, sodass am Ende des Jahres 2011 inklusive Gewinn des nationalen Supercups das Triple stand. Wenngleich die Mannschaft in der Folgezeit nicht an den Erfolg anknüpfen konnte, war er bis zu einer längeren Verletzungspause 2013 weiterhin Stammkraft seines Vereins.
Dennoch entschied sich Mahlangu Ende 2013 zum Abschied von Helsingborgs IF. Im März 2014 unterzeichnete er einen Ein-Jahres-Vertrag beim Ligakonkurrenten IFK Göteborg. Mit fünf Saisontoren trug er an der Seite von Lasse Vibe, Jakob Johansson, Gustav Svensson, Ludwig Augustinsson und Mattias Bjärsmyr zur Vizemeisterschaft in der Allsvenskan-Spielzeit 2014 hinter Malmö FF bei. Trotz Bemühen des Klubs entschied er sich mit Ablauf des Vertrages, Schweden verlassen zu wollen.
Im Frühjahr 2015 wechselte Mahlangu in die türkische Süper Lig zu Torku Konyaspor, wo er einen bis zum Ende der Spielzeit gültigen Vertrag erhielt. Mit Saisonende verließ er diesen Klub wieder. Nach vier Monaten ohne Engagement heuerte er im November 2015 beim belgischen Erstligisten VV St. Truiden an. Am Saisonende trennten sich die Wege wieder. Anfang September 2016 verpflichtete ihn der rumänische Erstligist Dinamo Bukarest.
Zur Saison 2018/19 ging er dann zu Ludogorez Rasgrad nach Bulgarien. Hier bestritt er lediglich vier Spiele und wurde im folgenden Februar für das komplette Jahr 2019 an Ordabassy Schymkent aus Kasachstan verliehen. Dieser verpflichtete Mahlangu dann am 8. Februar 2020 fest.

## Titel und Erfolge
Helsingborgs IF
- Schwedischer Meister: 2011
- Schwedischer Pokalsieger: 2010, 2011
- Schwedischer Superpokalsieger: 2011, 2012

Ludogorez Rasgrad
- Bulgarischer Meister: 2019